# フォジーグループ

フォジーグループのロゴ

フォジーグループ（ウクライナでも英語でもFozzy Group）は、ウクライナ最大のスーパーマーケット店などを運営する会社である。本拠はウクライナの首都キーウにある。

## 概要
フォジーグループは、ウクライナで小売店を所有および管理しているグループ企業である。[4] 首都キーウに本拠を置き、ウクライナ最大のスーパーマーケット会社および小売グループである。
同社は1997年からウクライナで事業を展開しており、シルポスーパー、フォジーC＆Cハイパーマーケット、Foraコンビニ、Bila Romashka薬品スーパー、ル・シルポ（Le Silpo）プレミアム店、リンゴオ（ringoo）電気・電子店、様々な名称のレストランを運営している。
2015年3月末、フォジーグループは首都キーウで配送を行なうオンラインショップを立ち上げた。

## 参照項目
- ウクライナの商業
- ロシア製品不買運動